# Martin Velíšek (dramaturg)
Martin Velíšek (* 9. února 1963 v Praze) je český divadelní a rozhlasový dramaturg.

## Život
Vystudoval divadelní vědu na Filosofické fakultě University Karlovy, Katedře divadelní a filmové vědy. Poté pracoval a pracuje jako dramaturg:
- 1986–1988 Divadlo Petra Bezruče, Ostrava
- 1988–2002 Divadlo pod Palmovkou, Praha
- 2003–2004 Klicperovo divadlo, Hradec Králové
- od roku 2005 Český rozhlas

Externě spolupracoval a spolupracuje s dalšími divadly.

## Práce pro rozhlas
- 2019 David Greig: Vzdálené ostrovy, Český rozhlas, překlad David Drozd. Rozhlasová úprava a dramaturgie Martin Velíšek. Hudba Jan Šikl. Režie Petr Mančal.

Osoby a obsazení:
- Kirk – majitel ostrova (Jan Vlasák)
- Kirkova neteř (Ivana Uhlířová)
- John – přírodovědec (Marek Holý)
- Robert – přírodovědec (Jiří Racek) a (Rostislav Novák).[2]